# حامل نیرو
در فیزیک ذرات، نیروهای بین ذرات از مبادله ذرات دیگر ناشی می شود. ذرات حامل نیرو (به انگلیسی: force carrier particles) بسته های انرژی (کوانتا) یک نوع میدان خاص هستند. برای هرگونه ای از ذرات بنیادی، نوع خاصی از میدان وجود دارد. مثلا میدانی به نام میدان الکترون وجود دارد که کوانتاهای آن الکترون هستند یا میدان الکترومغناطیسی که کوانتاهای آن فوتون هستند.
ذرات حامل نیرویی که در برهمکنش های قوی، ضعیف و الکترومغناطیسی وساطت می کنند را بوزون پیمانه ای می گویند.